# Panzergruppe 1
Panzergruppe 1 var ett tyskt förband av arméstorlek under andra världskriget vilket spelade en stor roll i operation Barbarossa. Förbandet sattes upp den 16 november 1940 från XXII. Armeekorps. Ombildades till 1. Panzerarmee den 25 oktober 1941.

## Barbarossa
Pansargruppen deltog i den inledande delen av anfallet på Sovjetunionen som en del av armégrupp Süd.

### Organisation
Organisation den 27 juni 1941:
- XXXXVIII. Armeekorps
- III. Armeekorps
- XIV. Armeekorps

Organisation den 3 september 1941:
- XXXXVIII. Armeekorps
- III. Armeekorps
- XIV. Armeekorps
- Gyorshadtest
- Corpo di Spedizione Italiano in Russia (C.S.I.R.)

## Ledning

### Befälhavare
- Generaloberst Ewald von Kleist   16 november 1940  - 25 oktober 1941

### Stabschef
- Oberst Kurt Zeitzler   16 november 1940  - 25 oktober 1941

### Operationschef (Ia)
- Major Ernst Stübichen   16 november 1940  - 25 oktober 1941